# Stary cmentarz żydowski w Grabowcu
Stary cmentarz żydowski w Grabowcu – kirkut społeczności żydowskiej niegdyś zamieszkującej Grabowiec. Powstał w 1720. Ma powierzchnię 1 ha. Znajduje się przy obecnej ulicy Wspólnej, która ciągnie się od Rynku do ul. Rzecznej. Został zniszczony podczas II wojny światowej. Obecnie na jego terenie nie zachowały się żadne nagrobki.